# Ispidina
Ispidina är ett litet fågelsläkte i familjen kungsfiskare inom ordningen praktfåglar. Släktet omfattar endast två arter med utbredning i Afrika söder om Sahara:
- Pygmékungsfiskare (I. picta)
- Dvärgkungsfiskare (I. lecontei)